# Township (Statele Unite ale Americii)

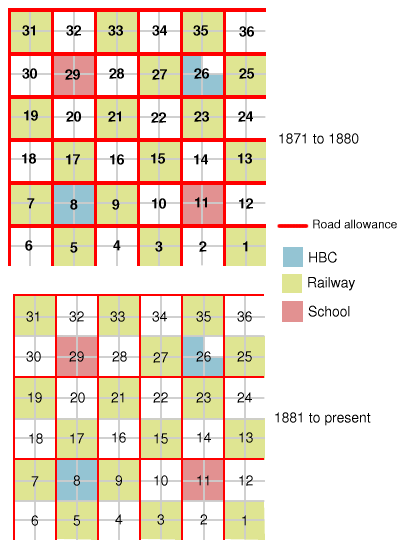
Districtele topografice așa cum au fost și sunt folosite în Canada (înainte și după 1881) și Statele Unite ale Americii. Districtele din Statele Unite sunt absolut identic constituite și regulate, dar sunt numerotate invers, secțiunea 36 devine secțiunea 1, secțiunea 35 este secțiunea 2, ș.a.m.d., secțiunea 2 devine secțiunea 35, respectiv secțiunea 1 devine secțiunea 36. În ambele țări, secțiunile marginale, numerotate 1, 2, 3, 4, 5, 6, 7, 18, 19, 30 și 31 (situate la sudul și vestul districtului în Canada, respectiv la nordul și vestul districtului în Statele Unite) au suprafețe ușor diferite de 1 milă pătrată, fiind subiect de corecție datorat formei de geoid, deci curburii Pământului.

Prin township (în română district) se înțelege în Statele Unite ale Americii o zonă geografică de mici dimensiuni care este fie precis determinată ca dimensiuni, precum în survey townships (în română districte topografice), fie reprezintă o unitate locală de guvernare în 20 din cele 50 de state ale Statelor Unite, cunoscute ca districte civile (în engleză civil townships) sau districte desemnate (în engleză charter townships).
În timp ce districtele topografice (în engleză survey townships) au dimensiuni fixe de 36 de mile pătrate, fiind pătrate cu latura de 6 mile, districtele care sunt unități de guvernare (dictrictele civile și districtele desemnate) au forme și suprafețe variabile.  Suprafața acestor districte administrative variază între 6 și 54 mile pătrate, adică între 15.6 km² până la 140.4 km², comparativ cu districtele topografice standardizate, care la o suprafață de  36 sqmi (adică 93,199 km2), au fost și sunt norma și "inspirația".

## Utilizarea termenului
În Statele Unite ale Americii, termenul township este utilizat în trei moduri diferite.
1. Un district topografic, conform originalului, survey township, este o unitate de topografiere de formă și dimensiuni fixe, folosită pentru a localiza și identifica unic situarea în spațiu a proprietățile imobiliare, așa cum au fost topografiate și sunt desemnate de agenția guvernamentală General Land Office, cunoscută și sub acronimul GLO.  Un distric topografic este un pătrat cu latura de 6 mile, deci cu suprafața de 36 mile pătrate sau 23.040 acri.
2. Un district civil, conform originalului, civil township, este o unitate locală de guvernare mai mică decât un comitat, similară cu subdiviziunea/subdiviziunile județelor României interbelice, numite plasă (la plural, plăși). Adesea, un civil townships este abreviat la "Twp". Uneori, a se vedea spre exemplificare cazul statului Iowa, majoritatea districtelor civile aproape concid ca formă, valori și suprafață cu oricare din districtele tipografice ale statului (spre exemplu, vedeți articolul Districtul civil Buffalo).
3. Un district desemnat, conform originalului, charter township, este o unitate locală de guvernare foarte similară cu un district civil, care există doar în statul Michigan. Atunci când anumite condiții sunt îndeplinite, un astfel de district este scutit de a fi anexat unor orașe și sate, având drepturi și responsabilități similare unei guvernări locale (în engleză home rule).

## Districte topografice - Survey townships

Ierarhia în sistemul de numărare Public Land Survey System

Districtele topografice (în engleză Survey townships) sunt în general cunoscute prin numere, care sunt atribuite de Sistemul de topografiere al pământului [care este] domeniu public, conform originalului din limba engleză, Public Land Survey System (PLSS). Astfel, orice referire la districtul în alb, pe fond galben, care este vizibil în imaginea de alături (stânga sus) se face spunând  "Districtul 2 sud rândul 3 est"  (conform expresiei  "Township 2 South Range 3 West" , iar utilizarea sa este explicată în amănunt în articolul corespunzător, PLSS.
Inițial, districtele topografice au fost topografiate și atribuite de către agenția guvernamentală United States General Land Office folosind echipe de cartografiere angajate, dar ne-parținând, de guvernul american. Districtele topografice sunt marcate pe toate hărțile topografice emise de United States Geological Survey, slujing la delimitarea, marcarea și tranzactarea pământului în Statele Unite ale Americii.
Cu anumite excepții, districtele topografice sunt în imensa lor majoritate pătrate cu latura de 6 mile (adică de 9,654 km), fiind orientate paralel cu meridianele și paralele coordonatelor geografice convenționale. Fiecare district civil este divizat în 36 de pătrate, de 1 milă pătrată (adică 2,588881 km2), numite secțiuni (în engleză sections), având fiecare latura de o milă terestră, adică de 1,609 km. Atfel, suprafața unui district topografic este de 36 mile pătrate, sau 93,1997 km2, cu excepțiile generate de corecțiile datorate curburii planetei noastre, care se regăsesc în ușoara modificare a suprafețelor și formelor secțiunilor marginale ale fiecărui district topografic, ce sunt numeroate 1, 2, 3, 4, 5, 6, 7, 18, 19, 30 și 31.

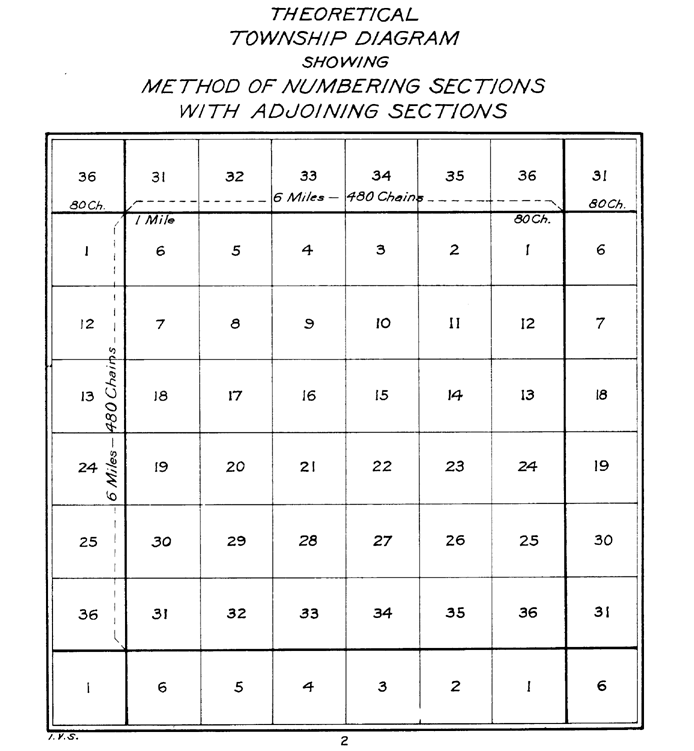
Un district topografic standard american, bordat de secțiunile numerotate din districtele înconjurătoare.

Secțiunile nordice și vestice ale majorității districtelor topografice sunt concepute pentru a prelua și compensa convergența de geoid de rotație al Pământului, convergența limitelor districtelor, precum și erorilor anterioare, care sunt perfect posibile. Suprafețele acestora sunt ușor diferite de 1 milă2, sau de valoarea standard de 640 acri, corespunzând unei mile pătrate.
Deși districtele topografice există în forma standard descrisă mai sus mai ales în teritoriile Statelor Unite achiziționate începând cu Louisiana Purchase (anul 1803, respectiv statele situate la vest de fluviul Mississippi), districte topografice există în diferite forme nestandardizate în majoritatea statelor care nu sunt unele dintre cele 13 colonii originare, respectiv statele Kentucky, Tennessee, Vermont și Maine.
Adesea, anumite districte topografice sunt intenționat create ca având forme iregulate sau fractuale (având mai puțin de 36 de secțiuni de 1 milă pătrată fiecare) datorate unor limite anterior stabilite, care rămân prioritare, așa cum sunt rancho-urile tradiționale spaniole sau mexicane, rezervații ale amerindienilor, limitele statale, etc..
Acest tip de districte topografice sunt extrem de asemănătoare cu districtele geografice din provincia Ontario din Canada.

## Districte civile - Civil townships

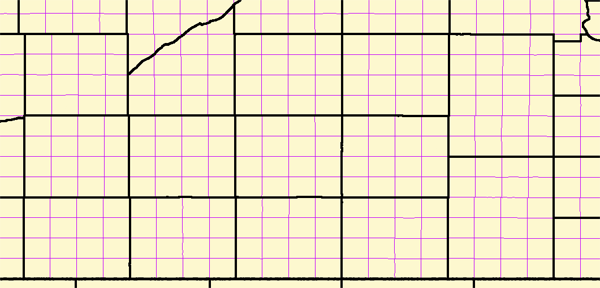
Exemplu de cartografiere în care comitatele (în negru) au fost strict delimitate utilizând limitele districtelor civile (în violet deschis pe fond ocru) anterior constituite prin topografierea fostului teritoriu Louisiana -- sud-estul statului (vedeți și imaginea de mai jos)

O hartă a densității statului american Nebraska având partea sa de sud-est mărită în imaginea de mai sus.

Districtele civile (sau districtele guvernamentale, conform originalului din limba engleză government townships) sunt unități de guvernare locală, mai mici decât un comitat, care fuseseră la constituire mai ales zone slab populate, rurale sau nelocuite. Ca o analogie perfect comparabilă, districtele civile americane, fiind forme subdivizionare ale comitatelor, sunt asemănătoare plășilor din România interbelică, ce erau unități administrative subdivizionare ale județelor interbelice ale Regatului României.
Ca singură deosebire conceptuală între aceste unități administrative, se poate menționa că plășile românești erau sub-diviziuni administrative național de ordin secundar, în timp ce districtele americane sunt sub-diviziuni administrative naționale de ordin terțiar.
Subdiviziuni geografice și administrative ale comitatelor din Statele Unite ale Americii, orice district civil este identificat prin nume, comitat și stat, conform exemplului următor, Districtul Cleveland, comitatul Whitley, Indiana, adică Districtul Cleveland, comitatul Whitley, statul Indiana. Responsabilitățile și forma concretă de guvernare a oricărui civil township sunt specificate în fiecare stat al Uniunii de către legile de guvernare locală emise de legislatură statală a fiecărui stat ce are astfel de sud-diviziuni administrative.
Cea mai obișnuită formă de guvern local al unui district civil constă dintr-un consiliu de consilieri sau supraveghetori. Alte poziții, așa cum ar fi cele de trezorier (în engleză clerk) sau de polițist (în engleză constable) pot adesea exista. Responsabilitățile comune ale unui astfel de guvern local cuprind planificarea utilizării terenului, menținerea drumurilor și colectarea gunoaielor. Multe dintre districtele civile din statele Michigan, New Jersey, Ohio și Pennsylvania furnizează și alte servicii importante, așa cum sunt existența a forțe locale de poliție și de pompieri, similar cu toate serviciile care sunt furnizate de orice oraș încorporat.
În multe din statele din Vestul Mijlociu al Statelor Unite, un district civil coincide adesea strict teritorial cu un district topografic, dar în multe cazuri districtele civile pot consta din mai multe porțiuni a mai multor districte topografice. În zonele unde există diferite forme particulare de relief, așa cum sunt râuri mari, falii geografice, lacuri și liniile lor costale, districtele civile sunt delimitate de aceste bariere naturale și nu de către limitele districtelor topografice.
Municipalități, așa cum sunt orașele sau târgurile (în engleză towns), pot încorpora sau anexa pământ din districtul în care se găsesc. Porțiunea încorporată este apoi extrasă de sub jurisdicția districtului civil respectiv. Doar unul din statele Uniunii, Indiana, are guverne locale ale tuturor districtelor civile care acoperă întreaga sa suprafață și populație.

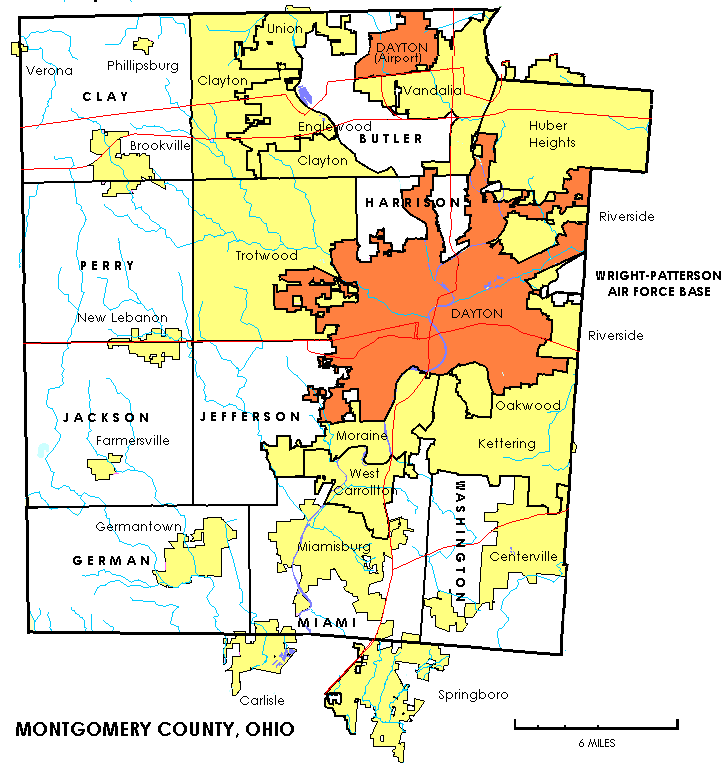
Comitatul Montgomery, statul, are câteva orașe de forme pătrată, datorită faptului că limitele orașelor respective coincid cu limitele districtele civile înglobate în oraș(e) -- câteva colorate în galben).

În alte state, unele dintre municipalități. așa cum sunt satele, rămân părți ale districtului civil în timp ce orașele nu sunt parte a sa. În alte cazuri, pe măsură ce zonele urbane se extind, unele din districtele civile pot dispărea complet prin anexare, transformare și absorbire. Spre exemplu, districtul Mill Creek din comitatul Hamilton, statul Ohio, a fost complet absorbit în [The] City of Cincinnati. În alte zone urbane aflate în expansiune, districtul civil poate fi total încorporat într-un oraș. Acest caz poate fi ușor remarcat în cazul a unora din orașe care sunt pătrate ca formă, mai ales în comitatele Hennepin, Anoka și Washington, toate din statul Minnesota. În comitatul Montgomery, statul Ohio, spre exemplu (vedeți imaginea din stânga) orașele Trotwood (cunoscut până în 1996 ca Madison Township), Huber Heights (cunoscut până în 1980 ca Wayne Township) și Kettering (cunoscut până în 1955 ca Van Buren Township) sunt alte exemple de districte încorporate sau transformate integral în orașe.
Situația districtelor civile din statele Pennsylvania și New Jersey este diferită; aceste state au districte a căror delimitare nu are nimic de-a face cu sistemul de topografiere PLSS, ci cu sistemul mai vechi, cunoscut ca sistemul de topografiere metes and bounds. Astfel, districtele din statul New Jersey diferă doar în nume comparativ cu alte municipalități. Limitele lor sunt fixe, dar pot adopta oricând un alt statut formal ca formă de administrare, incluzând un alt model de guvernare. Guvernul federal al Statelor Unite a dovedit adesea că doar schimbarea formală a numelui va face accesul la fonduri federale să fie neîngrădită (deci să depindă de nume).  Ca atare, unele din municipalitățile statului New Jersey, așa cum sunt Township of the Borough of Verona ori Township of South Orange Village , și-au schimbat denumirea oficială în Verona și South Orange doar pentru a se califica la sume oferite ca ajutor federal.
Statele Utah și Nevada au de asemenea zone numite townships, dar nici una din aceste zone nu sunt de fapt districte civile, întrucât aceste districte deși nu au guverne specifice au o anumită formă de guvernare locală conferită de către comitat.

## Districte desemnate - Charter townships

Harta statului Michigan având desemnate toate cele 83 de comitate (incluzând și limitele lor acvatice).

Statul Michigan a creat o varietate de district, numit district desemnat, conform originalului, charter township, o formă aparte de guvernare locală, care permite o flexibilitate mai ridicată de deservire a populației urbane cu servicii locale.
În Michigan, precum și în alte state cu sisteme de administrare locală (chiar și sub alte nume), un district civil sau un district desemnat este un diviziune administrativă a unui comitat, care - la rândul său - este un diviziune administrativă a unui stat. Ca atare, comitatele și districtele sunt organe ale administrației locale prin care legile statale și reglementările locale sunt administrate, la extensia pe care aceste legi o permit.
Astfel, un district desemnat (în engleză charter township) este un district civil căruia i-a fost desemnat un anumit statut special sau cartă (într-o traducere aproximativă, în engleză charter), care permite anumite drepturi și responsibilități care se plasează intermediar între cele ale unui oraș (care este o entitate semi-autonomă în Michigan) și un sat, care - cu excepția unui sat auto-guvernat (în engleză home-rule village - este subiect al autorității districtului de care aparține.
Districtele desemnate (charter townships) se pot re-organiza în municipalități, așa cum se poate observa în cazul comitatului Wayne precum și oriunde în zona metro a aglomerării urbane Detroit.

## Statistice ale recensămintelor Uniunii
Orășelele (în engleză towns, sau târguri, cum ar ar mai putea fi tradus termenul), respectiv districtele (în engleză townships) sunt considerate de către United States Census Bureau ca fiind diviziuni minore ale comitatelor, pentru considerațiuni statistice. Conform datelor oferite de același Census Bureau, în 2002, denominalizările de town și township se aplică unui total de 16.504 guverne locale în următoarele 20 (douăzeci) state ale Uniunii.
| - Connecticut - Illinois - Indiana - Kansas | - Maine - Massachusetts - Michigan - Minnesota | - Missouri - Nebraska - New Hampshire - New Jersey | - New York - North Dakota - Ohio - Pennsylvania | - Rhode Island - South Dakota - Vermont - Wisconsin |

Această categorisire cuprinde subdiviziunile administrative oficial desemnate ca towns din unele state din Noua Anglie, statele New York și Wisconsin, câteva din plantațiile din Maine și unele localității din New Hampshire. În Minnesota, termeni de town și township sunt utilizați interschimbabil referitor la guvernele districtelor (în engleză township governments). Deși toate orășelele/târguri (în engleză towns) din cele șase state din Noua Anglie și statul New York, respectiv districtele (în engleză townships) din statele New Jersey și Pennsylvania, sunt corporații municipale, care satisfac toate funcțiile și serviciile locale, deservind frecvent zone dens populate, nu există o relație directă între concentrarea de populație și paleta de servicii oferite. Chiar și state în afara celor din New England, districtele (townships) servesc adesea zone urbanizate și furnizează servicii municipale care sunt tipic livrate de municipalități încorporate.
În Statele Unite există un număr de 16.504 districte civile organizate, având guverne locale (în engleză organized township governments). Acest număr nu include zonele unde districtele nu sunt organizate, existând doar în nume, dar neavând guverne locale. Nu include, de asemenea, districtele civile din statul Iowa, (vedeți lista acestora din districte din Iowa), care nu au guverne locale, dar sunt clasificate ca agenții subordonate guvernelor comitatelor.
Dintre cele 16.504 districte civile organizate, având guverne numite fie town govern ori township govern, doar 1.179 (adică 7,1%) au minimum 10.000 de locuitori (conform Census 2000), dar 8.648 dintre acestea (adică 52.4%) au maximum 1.000 de locuitori. În același timp, s-a înregistrat un declin al numărului total de guverne de la 16,629 în 1997 la 16.504 în 2002. Aproape toate pierderile s-au înregistrat în zona cunoscută ca Midwest (Vestul mijlociu).

## Utilizarea termenului după stat
Întrucât fiecare stat al Uniunii definește diferit ceea ce se înțelege prin guvern local al unui town/township, utilizarea termenului, variază mai mult sau mai puțin de la stat la stat. Statele care utilizează a anumită formă de guvern local la nivel de town/township sunt
- Termenul de guvern al unui district civil (în engleză Township government) este utilizat în statele Indiana, Kansas, Michigan, Missouri, Minnesota, New Jersey, North Dakota, Ohio, Pennsylvania, South Dakota și Wisconsin (cunoscut în Wisconsin ca towns - în română târguri).
- În statele Illinois și Nebraska, se folosesc - absolut interschimbabil ca funcție - doi termeni diferiți, township, mult mai frecvent, și precinct, mai rar.  Spre exemplificare, în comitatele Edwards și Wabash se folosește termenul de precinct, perfect echivalent termenului township.
- În statele regiunii cunoscute ca Noua Anglie (în engleză New England) cele șase state au un concept și utilizare similar(ă), dar combină guvernele localității și ale zonei într-un singur guvern, numit town govern. Aceste state sunt Connecticut, Maine, Massachusetts, New Hampshire, Rhode Island și Vermont.
- Statul New York are, de asemenea, districte civile încorporate (în engleză incorporated townships), numite towns, în română târguri, deși guvernele acestor entități au mai puține puteri executive și administrative decât a celor similare din New England.
- Anumite state, care nu se găsesc printre cele 20 menționate, au utilizat de-a lungul timpului guverne locale de tipul celor ale districtelor civile sau prezintă anumite vestigii ale unor townships. Printre aceastea, se găsesc statele Arkansas, California, Carolina de Nord, Carolina de Sud, Iowa, Nevada, Oklahoma și Washington.

## Alte legături interne
- Categorie:Liste de orașe din Statele Unite după stat
- Categorie:Liste de târguri din Statele Unite după stat
- Categorie:Liste de districte civile din Statele Unite după stat
- Categorie:Liste de sate din Statele Unite după stat
- Categorie:Liste de comunități neîncorporate din Statele Unite după stat
- Categorie:Liste de localități dispărute din Statele Unite după stat
- Categorie:Liste de comunități desemnate pentru recensământ din Statele Unite după stat